# Trần Tĩnh (Bắc Tống)
Trần Tĩnh (chữ Hán: 陳靖, 948 – 1025), tên tự là Đạo Khanh, người huyện Phủ Điền, quân Hưng Hóa , là quan viên nhà Bắc Tống trong lịch sử Trung Quốc. Ông được sử cũ xếp vào nhóm Tuần lại – tức là quan viên cai trị địa phương có thành tích tốt.

## Khởi nghiệp
Cha là Trần Nhân Bích, làm Tuyền Châu biệt giá dưới quyền Bình Hải tiết độ sứ Trần Hồng Tiến. Trần Hồng Tiến quy hàng nhà Tống (977), Nhân Bích cáo lão ở lại quê nhà.
Tĩnh tính hiếu học, tinh thông xưa nay; người huyện Du Dương  là Lâm Cư Duệ cậy hiểm trở mà nổi loạn, Tĩnh đi bộ đến gặp Chuyển vận sứ Dương Khắc Tốn, trình bày kế sách dẹp giặc. sau đó Tĩnh được triệu về triều, thụ chức Dương Địch huyện Chủ bộ. Người Khiết Đan xâm phạm (988), quân Tống nhiều lần thất bại; Tĩnh sai cháu trai (tòng tử) dâng thư, xin được gặp hoàng đế để trình bày phương lược. Triều đình giáng chiếu hỏi kế, Tĩnh dâng lên 5 điều: làm rõ thưởng phạt; vỗ về quan dân; thận trọng với chỗ yếu kém, đợi cơ hội mà dấy binh; soái phủ được phép vời gọi kẻ sĩ; tướng soái được chuyên chế ở bên ngoài. Tống Thái Tông lấy làm lạ, cho Tĩnh đổi làm Tương Tác giám thừa; ít lâu sau, ông được làm Ngự sử đài Thôi khám quan.
Bấy giờ Ngự thí chọn Tiến sĩ, người làm bài xong trước, dâng lên hoàng đế, phần nhiều được ở bậc cao, vì thế học trò đều thạo phù phiếm, chuộng nhanh gọn. Năm Thuần Hóa thứ 3 (992), Tĩnh xin lấy bài văn giao cho Khảo quan để xác định bậc Giáp, Ất, đợi gọi tên, nếu quả đúng là kẻ sĩ nổi tiếng, lập tức đặt vào nhóm Thượng khoa. Gặp tang cha, Tĩnh được khởi phục làm Bí thư thừa, Trực sử quán, Phán Tam tư Khai sách tư. Năm thứ 4 (993), Tĩnh đi sứ Cao Ly quay về, được làm Đề điểm tại Kinh bách tư, thăng làm Thái Thường bác sĩ.

## Đề xuất khuyến nông
Tống Thái Tông chăm lo chấn hưng nông nghiệp, giáng chiếu cho quan viên liên quan bàn luận về phép Quân điền; Tĩnh đề nghị rằng: "Phép không dễ thi hành gấp gáp. Trước tiên nên mệnh cho đại thần hoặc Tam tư sứ làm Tô dung sứ hoặc kiềm Đồn điền chế trí sứ, còn chọn trong đám Tam tư phán quan ra 2 người hiểu biết dân tình làm cấp phó. 2 kinh đông – tây cách nhau ngàn dặm, kiểm tra đất bỏ hoang với dân bỏ đi để biên vào sổ sách, chiêu mộ người canh tác, ban cho họ nhà cửa, bò cày, hạt giống, không đủ thì cấp bằng tiền trong kho. Riêng về thuế ruộng thì chia làm 10 phần, giao cho châu huyện đốc trách, cấp giấy chứng nhận có đóng dấu cho họ. Chia giỏi – kém làm 3 bậc: phàm là huyện làm được việc vỡ ruộng, 1 năm thu được 3/10 tiền thuế, 2 năm thu được 6/10, 3 năm thu được 9/10, là giỏi bậc hạ; 1 năm thu được 4/10, 2 năm thu được 7/10, 3 năm thu được 10/10, là giỏi bậc trung; 1 năm thu được 5/10, chưa đến 3 năm thu được 10/10 là giỏi bậc thượng. Ai giỏi thì được miễn sát hạch hoặc tăng vượt cấp bổng lộc; ai kém thì thêm sát hạch và giáng bổng lộc. Mỗi châu cũng theo lối các huyện chia thuế ruộng làm 10 phần, xét giỏi – kém mà thi hành thưởng phạt. Sau vài năm, bãi bỏ đồn điền công, đem cấp hết cho dân, khi ấy xét theo nhân khẩu mà giao ruộng, đo đạc đất đai để tính thuế, dựa theo chế độ Tỉnh điền, định ra phép tắc, thi hành khắp 4 phương, chẳng qua như vậy thôi." 
Ban đầu Thái Tông cho rằng Tĩnh đề nghị khôi phục chế độ Tỉnh điền là hợp với ý mình, bèn triệu kiến, ban thức ăn rồi sai về. Sau đó Thái Tông lại cho rằng phương án của Tĩnh quá chậm, bèn giao xuống Tam tư để ‘tạp nghị’  Vì thế Thái Tông giáng chiếu cho bọn Diêm thiết sứ Trần Thứ đều chọn 2 người Phán quan cùng Tĩnh bàn bạc, lấy ông làm Kinh Tây khuyến nông sứ, mệnh cho Đại Lý tự thừa Hoàng Phủ Tuyển, Quang Lộc tự thừa Hà Lượng. Bọn Tuyển đều nói việc này không làm được, Thái Tông cũng cho rằng không xong. Đến khi Tĩnh muốn mượn 2 vạn tiền Mân để thử nghiệm, bọn Trần Thứ nói: "Tiền một khi đem ra, về sau không thể bù lại, thì dân ắt chịu hại." Thái Tông lấy cớ mọi người bàn bạc không thuận, mới bãi bỏ việc này, đẩy Tĩnh ra làm Tri Vụ Châu, sau đó lại được thăng làm Thượng thư Hình bộ Viên ngoại lang.
Tống Chân Tông nối ngôi, Tĩnh nhắc lại việc khuyến nông đã bàn trước đấy, còn nói: "Nước nhà ngăn rợ Nhung ở tây bắc, mà mong lương thực ở đông nam. Lương thực ở đông nam không đủ, thì ắt lỡ việc lớn của nước nhà. Xin từ đông – tây 2 kinh cho đến các châu Hà Bắc thi hành rỗng rãi phép khuyến nông, xét giỏi – kém quan lại châu, huyện, hằng năm có bớt đi khối lượng lương thực vận chuyển từ Giang, Hoài hơn trăm vạn." Hoàng đế lại giáng chiếu cho Tĩnh trình bày biện pháp; ông xin lấy quan lại đứng đầu châu, huyện tổ chức hoạt động khuyến nông, đối với tấm gương hiếu đễ lại ra sức làm ruộng thì ban tước, đặt Ngũ bảo để kiểm soát trộm cướp, ghi nhận những kẻ lười biếng trong dân để cung ứng cho việc lao dịch. Hoàng đế lại giao xuống cho Tam tư bàn bạc, đều không thể thi hành.
Tĩnh bình sanh có nhiều kế hoạch, đối với việc nhà nông thì rất am tường, nên nhiều lần dâng biểu chương vào thời Thái Tông, Chân Tông, đều có chủ đề khuyến nông; về sau ông tập hợp chúng lại, được 30 thiên, đóng làm quyển để dâng lên, gọi là "Khuyến nông tấu nghị", ngày sau vẫn còn. Nhưng người đương thời chê bai quan điểm của Tĩnh là nệ cổ, nên hầu như không thể thi hành.

## Thăng trầm quan trường
Tĩnh lần lượt được làm Độ chi phán quan, rồi làm Kinh kỳ Quân điền sứ, ra làm Hoài Nam chuyển vận phó sứ kiêm Phát vận tư Công sự, dời làm Giang Nam chuyển vận sứ. Tĩnh liệt kê ra hết những loại thuế ngoài ngạch mà nhà Nam Đường cưỡng ép thu lấy, cả thảy 17 loại, nên triều đình giáng chiếu bãi bỏ những loại quá đáng. Tĩnh được dời làm Tri Đàm Châu, rồi lần lượt làm Độ chi, Diêm thiết phán quan. Triều đình cúng tế ở Phần Âm, Tĩnh được làm Hành tại Tam tư phán quan; rồi lần lượt làm Kinh Tây, Kinh Đông chuyển vận sứ, Tri Tuyền, Tô, Việt 3 châu, dần thăng đến Thái Thường thiếu khanh, tiến làm Thái Bộc khanh, Tập Hiền viện Học sĩ, Tri Kiến Châu, dời đi Tuyền Châu, bái làm Tả gián tố đại phu.
Ban đầu, Tĩnh với Đinh Vị thân thiết, Vị chịu biếm chức, đồng đảng của hắn ta đều bị trục xuất khỏi triều đình; Đề điểm hình ngục, Thị ngự sử Vương Cảnh bèn nói Tĩnh già bệnh, không nên ở lâu tại địa phương, vì thế Tĩnh được nhận hàm Bí thư giám để trí sĩ.
Năm Thiên Thánh thứ 3 (1025), Tĩnh mất ở nhà, hưởng thọ 78 tuổi.